# 綠島國家公園
綠島國家公園，為台灣自2006年起計畫籌設的國家公園，位於台東縣綠島鄉及其周圍海域。大致以綠島周圍500公尺等深線為基準，預定以經緯線劃設東西寬約12.9公里，南北長約13.2公里的範圍，總面積約17,000公頃，含陸域面積1,733公頃。當地民眾對此項計畫存有異議，因此短期內並不會設立。